# ルーナータ (小惑星)
ルーナータ (1096 Reunerta) は小惑星帯に位置する小惑星である。ヨハネスブルグのユニオン天文台でハリー・エドウィン・ウッドによって発見された。
南アフリカの鉱山技師で、ユニオン天文台の支援者、発見者の友人でもあったテオドール・ルーナートにちなんで命名された。